# Microburil

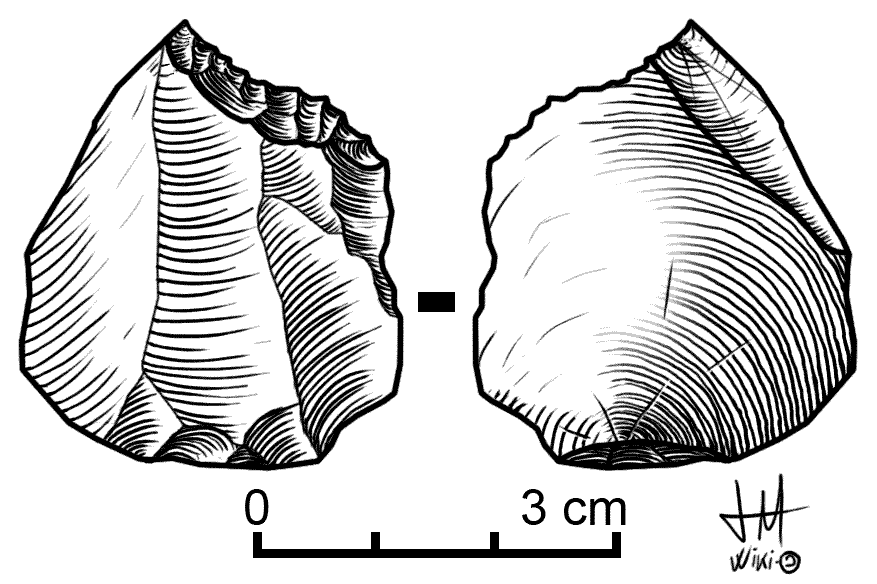
Microburil proximal

El microburil es un desecho característico de la talla lítica, a veces confundido con un auténtico buril, que es propio del Mesolítico, pero cuya cronología abarca desde el final del Paleolítico Superior hasta el Calcolítico. El nombre de este tipo de artefacto lítico se atribuye a Henri Breuil que lo definió como «una especie de buril en ángulo, muy plano, con retoque Terminal en forma de pequeña muesca». Breuil consideraba el microburil como un útil funcional: al principio pensaba en una variante microlítica de los buriles, pero con el tiempo se dio cuenta de que la técnica de talla era diferente a la del buril y que podría ser un desecho de la  fabricación de microlitos, pero que habría sido reaprovechado como útil, ocasionalmente.
El microburil en sí mismo es un fragmento de lasca, o, más bien, de hoja, que muestra en su cara superior el arranque de una muesca a partir de la cual se inicia una flexión (cuya superficie sólo se ve desde la cara inferior) que, al ser oblicua termina en un vértice triédrico muy agudo. Como decimos, al principio se pensaba que el microburil era un útil microlítico, pero las experiencias de talla, junto con los remontajes de este tipo de piezas con otras que casaban con ellas, demostraron que era un desecho característico de una técnica que se bautizó como técnica del microburil, o, más propiamente, técnica del golpe de microburil. Jacques Tixier, tras el estudio de millares de microburiles procedentes de diversos yacimientos saharianos observó que ninguno de ellos conservaba huellas de uso intencionales, esta misma comprobación la hizo con piezas europeas.
Existe un tipo especial de microburil llamado de Kruwkoski que es un accidente de talla, no un desecho característico.